# Марк-Вивиен Фое
Марк-Вивиен Фое (на френски: Marc-Vivien Foé) е камерунски футболист, полузащитник.

## Кариера
Дебютира в професионалния футбол през 1991 г. с екипа на „Канон Яунде“, с който прекарва три сезона.
С играта си за този отбор привлича вниманието на скаути от Ланс, където е закупен през 1994. В голяма част от времето, прекарано в „Ланс“, е основен играч. През това време печели и титлата на Франция.
През 1999 г. защитава цветовете на отбора на английския клуб Уест Хам. През това време добавя към трофеите си и Интертото Къп.
През 2000 г. подписва договор с Олимпик Лион, където прекарва следващите две години от кариерата си. С „хлапетата“ печели още една титла и става носител на Купата на лигата 2001 г.
През 2002 г. е даден под наем в английския Манчестър Сити, които заплащат за него 550 000 паунда.

## Национален отбор
През 1993 г. прави своя дебют в официален мач на Камерун. По време на кариерата си в националния отбор, която продължава 10 години, има 64 мача като титуляр и 8 гола.
В националния отбор участва на световното през 1994 година в САЩ, през 2002 г. в Япония и Южна Корея, Купата на конфедерациите 2001 г. и 2003 г. във Франция, където отборът печели сребро, има 4 участия в турнира за купата на африканските нации – 1996, 1998, 2000 и 2002 г. като последните 2 става носител.

## Смърт
През юни 2003 г. се провежда купата на конфедерациите във Франция. На 26 юни 2003 г., Камерун играе с Колумбия на полуфинал, проведен на Стад Жерлан в Лион. В 72-рата минута на мача Фое колабира в центъра на игрището. Изнесен е извън терена, където получава дишане уста в уста и кислород. Медиците опитват 45 минути да възстановят ритъма на сърцето му и въпреки че е още жив при пристигането в медицинския център на стадиона, умира малко по-късно. При аутопсията не е определена точната причина за смъртта, но при втората се заключава, че е вследствие на инфаркт на миокарда.

## Отличия
- Лига 1 – 2 пъти шампион (1998, 2002)
- Купа на Лигата на Франция – 1 път носител (2001)
- Интертото Къп – 1 път носител (1999)
- Купа на африканските нации – 2 пъти носител (2000, 2002)
- Купа на конфедерациите – финалист (2003) (посмъртно)